# Art anglo-saxon
L'art anglo-saxon correspond aux œuvres d'art réalisées en Angleterre entre l'arrivée des Anglo-Saxons sur le sol britannique, au Ve siècle, et la conquête normande du pays, en 1066. Les deux périodes les plus brillantes sur le plan artistique sont les VIIe et VIIIe siècles, où la métallurgie et l'art du livre connaissent un premier essor, et la période après 950, qui voit un renouveau des arts après la fin des invasions vikings. Les principaux centres artistiques connus se situent en Northumbrie, dans le Nord, et dans le Wessex et le Kent, au Sud.

## Art du livre

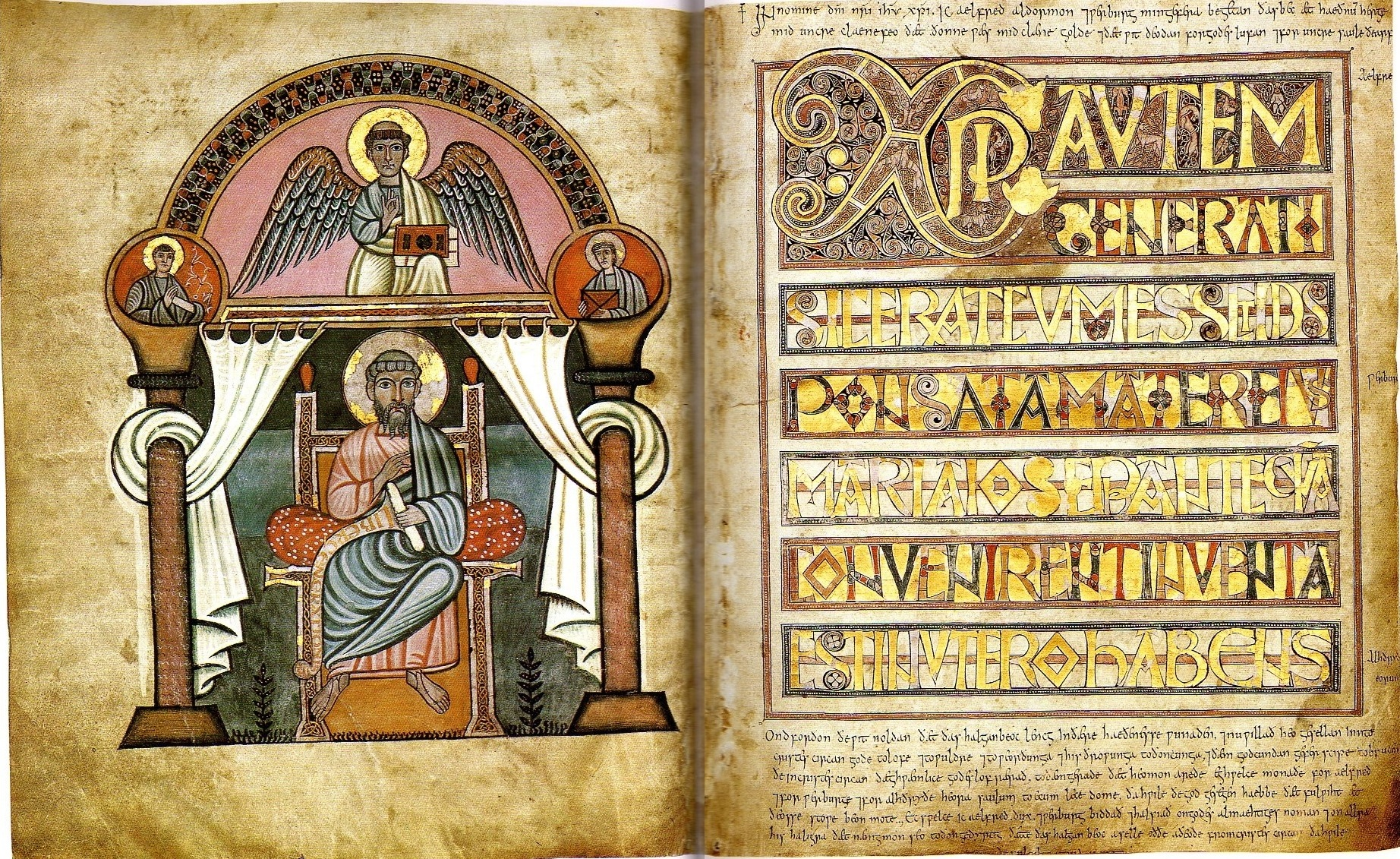
Début de l'évangile selon Matthieu dans le Codex Aureus de Cantorbéry.

Les premiers manuscrits enluminés anglo-saxons relèvent de l'art insulaire, mêlant des influences méditerranéennes, celtiques et germaniques, issu de la rencontre avec les missionnaires irlandais actifs en Northumbrie, principalement à Lindisfarne et à Iona. Durant la même période, la mission grégorienne venue de Rome pour convertir les Anglo-Saxons débarque dans le Sud de l'île, ouvrant la voie à des manuscrits du continent, comme l'évangéliaire de saint Augustin, et l'influence des deux styles coexiste longtemps dans les manuscrits anglo-saxons. Les évangiles de Lindisfarne (début du VIIIe siècle) présentent des pages-tapis et des capitales insulaires d'une sophistication inégalée, mais les portraits des évangélistes suivent clairement le modèle italien, de manière très simplifiée. Un autre type de mélange apparaît au début du Codex Aureus de Cantorbéry (milieu du VIIIe siècle), avec un portrait d'évangéliste de style italien (suivant vraisemblablement un modèle perdu) et un texte en vis-à-vis à dominante insulaire, avec des spirales et entrelacs typiquement celtiques ; les deux sont pourtant l'œuvre du même artiste. Ce manuscrit appartient au « groupe Tiberius », ensemble de manuscrits ayant tendance à suivre le style italien, réalisé soit dans le Kent, soit en Mercie.
Il subsiste peu de manuscrits importants du IXe siècle, mais cette période correspond à l'apogée de l'influence insulaire et anglo-saxonne sur l'art carolingien, à partir des scriptoria d'Echternach ou de Marmoutier, dont Alcuin d'York est abbé. L'influence anglo-saxonne persiste jusqu'au XIIe siècle dans le Nord de la France.

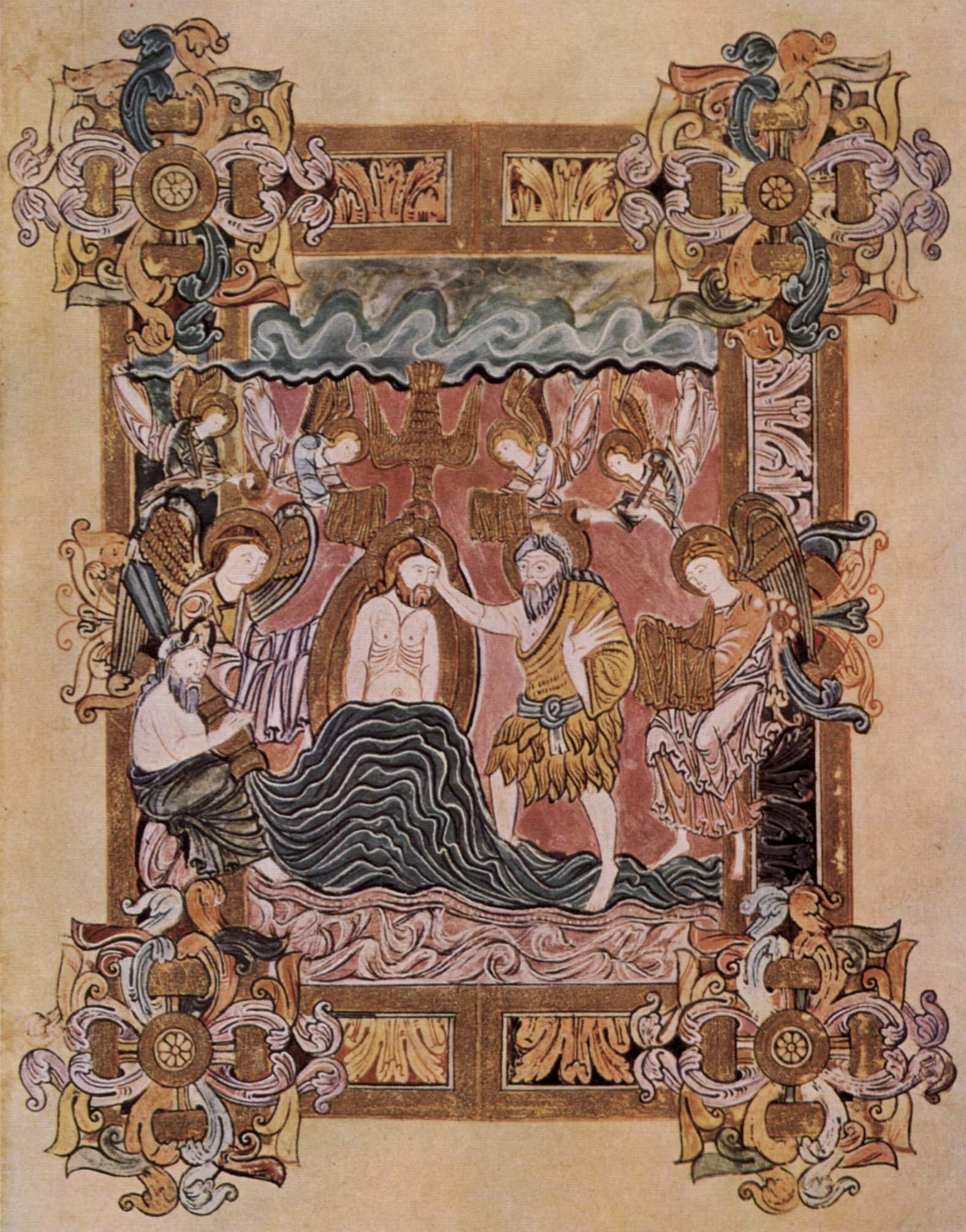
Le baptême du Christ dans le bénédictionnaire de saint Æthelwold (entre 963 et 984).

Les éléments insulaires perdent de leur importance et sont réduits à de simples décorations à partir du Xe siècle et de la première phase du « style de Winchester ». Les entrelacs et autres motifs celtiques sont peu à peu supplantés par des ornements floraux, qui apparaissent dès le Bède de Saint-Pétersbourg (milieu du VIIIe siècle), manuscrit qui comprend également la toute première lettrine historiée connue. Il subsiste du premier style de Winchester quelques projets ambitieux mais inachevés, comme une traduction en vieil anglais de l'Hexateuque avec près de 300 illustrations plus ou moins abouties qui replacent les scènes de l'Ancien Testament dans un contexte anglo-saxon et constituent donc un témoignage précieux sur la vie quotidienne à l'époque.
L'école de Winchester ne laisse de traces manuscrites qu'à partir des années 930, alors que le monachisme anglais connaît une profonde réforme, menée par les évêques et abbés Dunstan, Æthelwold et Oswald et encouragée par le roi Æthelstan et ses successeurs. Un nouveau style d'enluminure apparaît dans un manuscrit offert par Æthelstan au monastère de Chester-le-Street vers 937, qui comprend un portrait du roi (le plus ancien portrait connu d'un roi anglais) mêlant influences carolingiennes et style anglo-saxon. Durant les décennies qui suivent, les éléments caractéristiques du style de Winchester se développent : des draperies en mouvement et des bordures d'acanthe détaillées. La meilleure illustration du style de Winchester tardif est le bénédictionnaire de saint Æthelwold, qui puise aux sources insulaire, carolingienne et byzantine pour aboutir à un style plus lourd et grandiose. On trouve également, à cette époque, plusieurs dessins à la plume, fortement influencés par le psautier d'Utrecht.

## Métallurgie

### Orfèvrerie

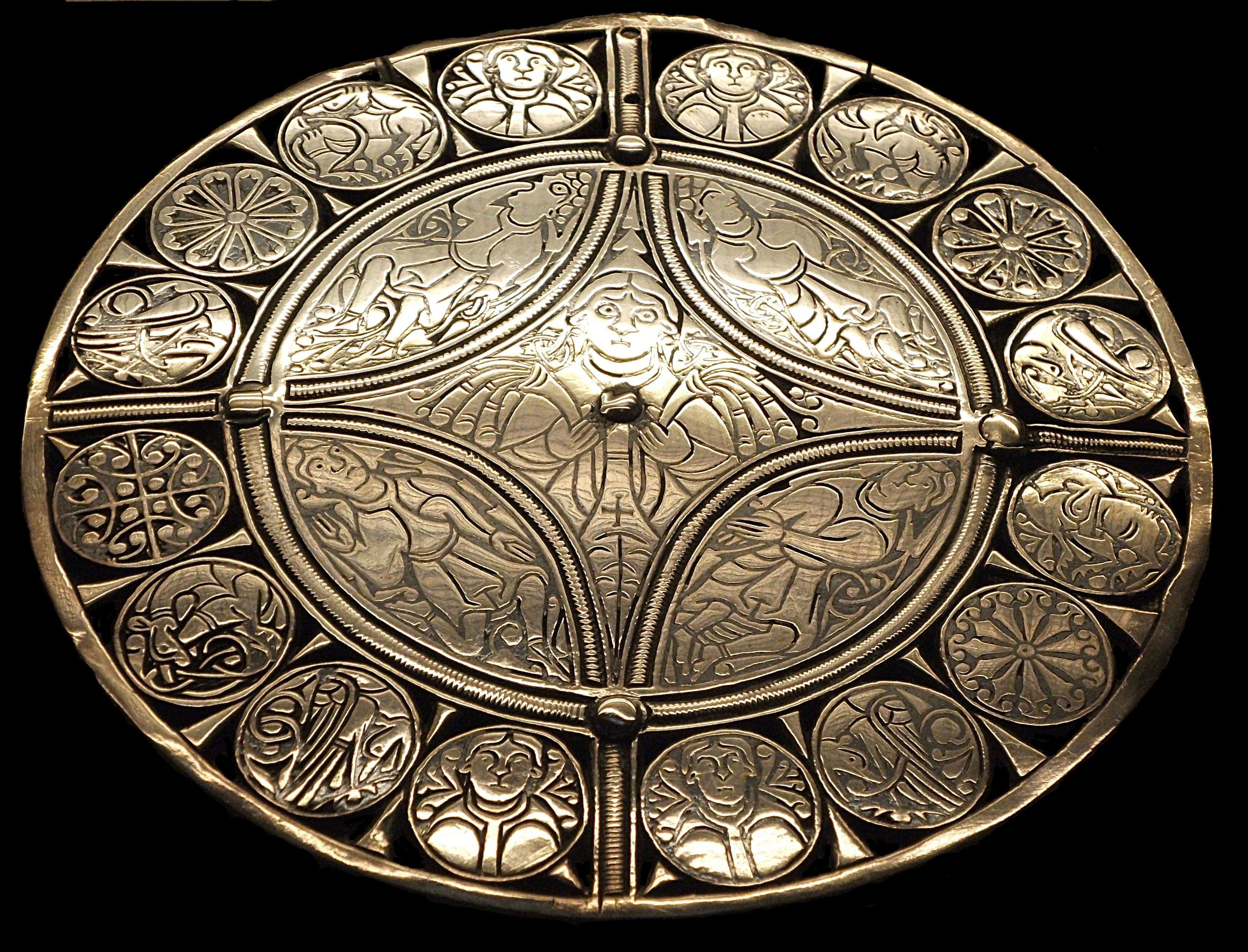
La broche de Fuller.

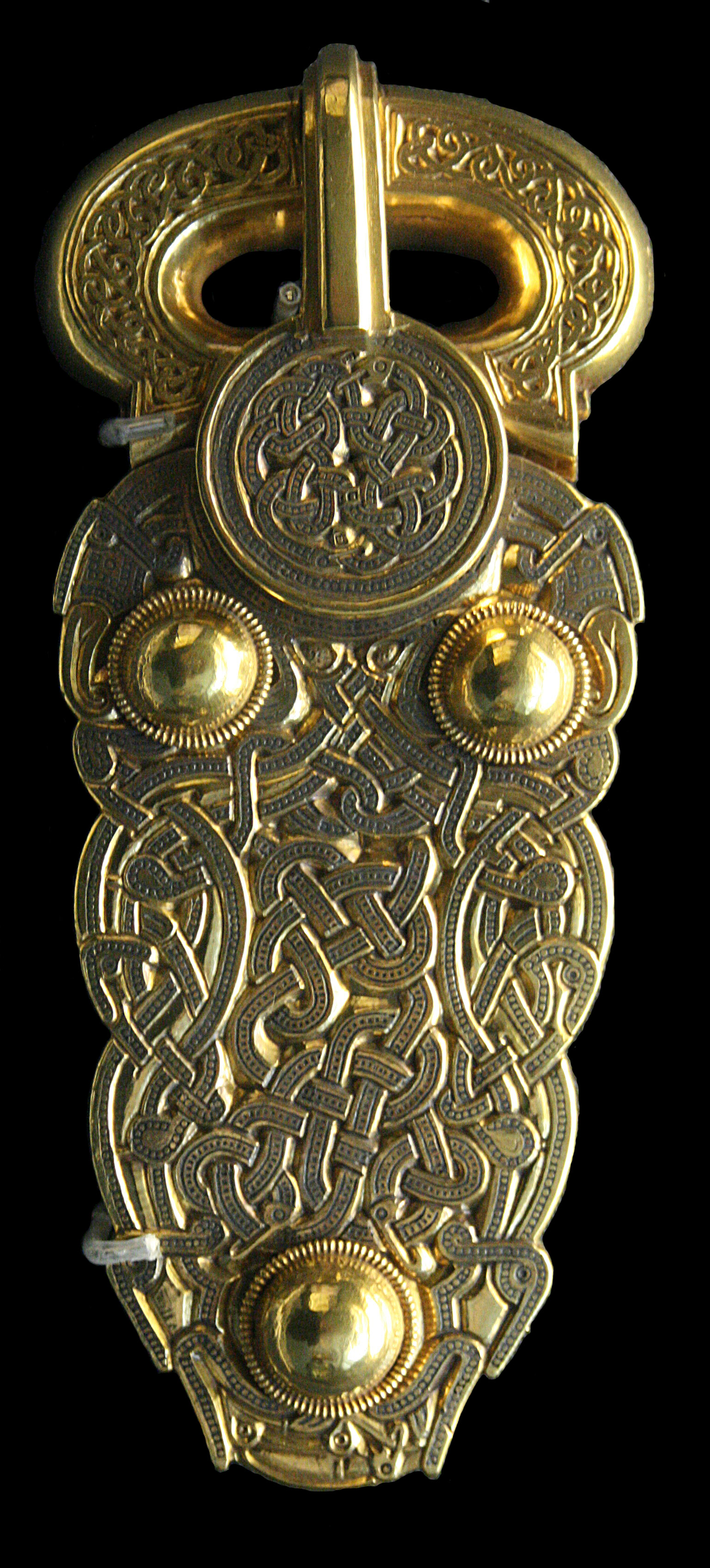
Boucle de ceinture en or niellé retrouvée à Sutton Hoo.

Les plus anciens objets anglo-saxons sont dans le style animal typique de la période des grandes migrations, mais des caractéristiques purement anglo-saxonnes apparaissent peu à peu. Ainsi, aux fibules et broches celtiques, les Anglo-Saxons préfèrent des broches en forme de disque. Les objets les plus importants présentent des décorations en cloisonné d'or et de grenat. La découverte archéologique la plus importante pour cette période est le bateau-tombe de Sutton Hoo, datant du début du VIIe siècle.
L'orfèvrerie anglo-saxonne bénéficie de plusieurs types d'influence continentale : le style polychrome est ainsi adopté, de même que la technique du cloisonné simple, de style pontique. Cette technique est enrichie du style animal plus proprement nordique et souvent associé aux apports celtiques comme en témoigne par exemple la broche de Kingston ou, dans une réalisation plus tardive, le couvercle de bourse en or de Sutton Hoo.
Plusieurs sources étrangères mentionnent le talent des orfèvres anglo-saxons dans le travail de l'or. Deux d'entre eux, des ecclésiastiques, sont connus par leur nom : l'abbé d'Abingdon Spearhafoc et l'abbé d'Evesham Mannig, qui ont tous deux vécu durant la première moitié du XIe siècle. Les forgerons d'Angleterre sont suffisamment réputés au Xe siècle pour participer à la confection des plaques de l'autel de la basilique Saint-Pierre. Cependant, rares sont leurs œuvres à avoir survécu aux déprédations de la conquête normande de l'Angleterre, puis de la Réforme anglaise, et si les sources mentionnent des objets de grande taille (portes, statues, crucifix), on n'en connaît aucun qui ait subsisté. En revanche, plusieurs objets de petite taille sont connus, dont la plupart proviennent de tombes (surtout pour l'époque païenne, l'Église chrétienne décourageant l'inhumation d'objets avec les défunts) ou de trésors enterrés, les rares exceptions incluant la broche Fuller, le calice de Tassilon (probablement réalisé par des artisans northumbriens) et la croix de Rupert (de). À partir du IXe siècle, des objets de style anglo-saxon apparaissent un peu partout en Europe du Nord.

### Monnaie
Les premières pièces anglo-saxonnes sont les thrymsas, des monnaies d'or sur le modèle mérovingien qui apparaissent vers le début du VIIe siècle. Vers la fin du siècle, elles laissent la place aux sceattas, monnaies d'argent dont les faces témoignent d'influences très variées, tour à tour celtiques, classiques ou germaniques. Le penny, pièce d'argent plus large et moins épaisse, prend le relais sous le roi Offa de Mercie au VIIIe siècle, avec des faces plus standardisées.

## Sculpture

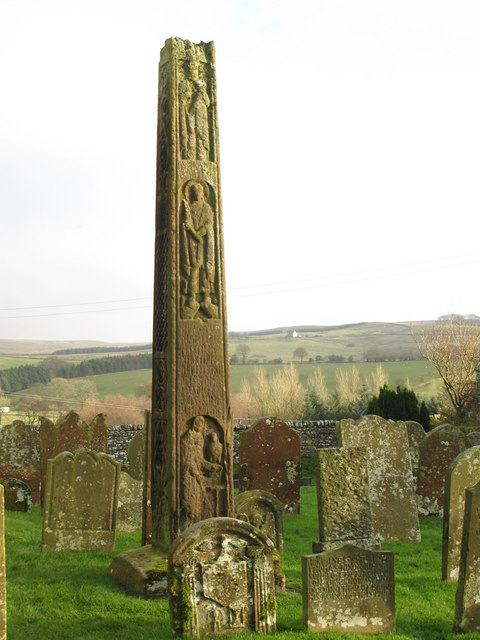
La croix de Bewcastle.

Le principal reliquat du travail de la pierre des Anglo-Saxons, en dehors des quelques églises témoignant encore de leur architecture, est constitué par les grandes croix dressées qu'ils ont érigées sur le modèle des hautes croix celtiques. Rares sont celles à avoir survécu indemnes à la Réforme anglaise ; la croix de Gosforth en est une. Plusieurs d'entre elles présentent des décorations d'entrelacs et de motifs végétaux, ainsi que des inscriptions. L'exemple le plus fameux est la croix de Ruthwell, qui porte des textes latins, ainsi qu'une partie du poème anglo-saxon Le Rêve de la Croix.
De nombreuses sculptures monumentales sont produites par les Anglo-Scandinaves du Danelaw aux Xe et XIe siècles, mais de qualité médiocre. Les quelques éléments scandinaves apportés par les nouveaux arrivants sont dépeints sans talent.
Peu d'exemples de sculptures sur bois subsistent, mais il est probable qu'il en existait un grand nombre, particulièrement avant la conversion au christianisme. Le cercueil de saint Cuthbert, datant probablement de la fin du VIIe siècle, présente de nombreuses images gravées. En revanche, le travail de l'ivoire anglo-saxon est bien attesté, notamment grâce au coffret d'Auzon.

## Textiles

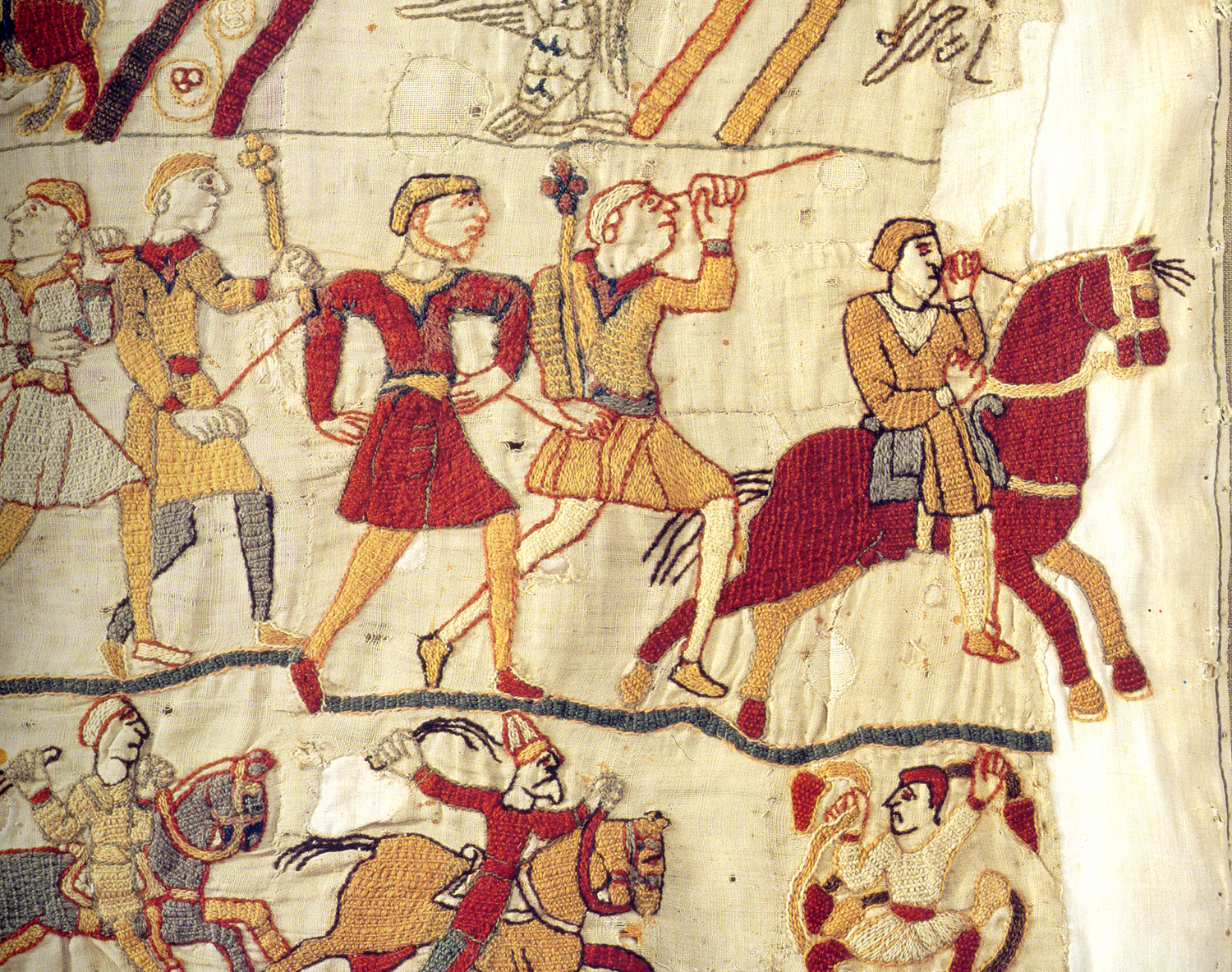
La dernière scène de la tapisserie de Bayeux.

Broderie et tapisseries anglo-saxonnes sont si réputées dans l'Europe médiévale que le nom d'« Opus Anglicanum » est utilisé pour en désigner les plus beaux exemples. Les plus précieux travaux d'aiguille intègrent des fils d'or et d'argent et des gemmes précieuses sur des toiles de soie byzantine, et il n'en subsiste que de rares échantillons intacts, comme les trois retrouvés dans le cercueil de saint Cuthbert. La tapisserie anglo-saxonne la plus connue est la tapisserie de Bayeux, réalisée après la conquête normande de l'Angleterre, dont elle relate les principaux événements du point de vue des vainqueurs.